# Sowjetarmee-Pokal 1946
Der Sowjetarmee-Pokal 1946 war die sechste Austragung des Pokalwettbewerbs im Fußball in Bulgarien und die erste unter dem neuen Namen nach der Reformierung. Pokalsieger wurde der PSK Lewski Sofia. Das Team setzte sich im Finale gegen Stamo Kostow Popowo durch.

## Modus
In allen Runden wurde der Sieger in einem Spiel ermittelt. Stand es nach der regulären Spielzeit von 90 Minuten unentschieden, kam es zur Verlängerung von zweimal 15 Minuten. Falls danach immer noch kein Sieger feststand, wurde das Spiel wiederholt.

## Teilnehmer
| - Athletic Dupniza - FK Belite Orli Plewen - Benkowski Widin - Botew Gorna Dschumaja - Botew-Junak Nowa Sagora | - Dunawez Trnak - Dorostol Silistra - PSK Lewski Sofia - Lewski-Burgas 45 Burgas - Lokomotive Mesdra | - FC Ljuboslaw 45 Burgas - FK Orlowez Gabrowo - Lokomotive Russe - SK Partschewitsch 45 Plowdiw - FC Rabotnik Charmanli | - Spartak Dobritsch - Stamo Kostow Popowo - Trapesiza Weliko Tarnowo - TW 45 Warna |

## 1. Runde
|                        | Ergebnis  |                         |
| ---------------------- | --------- | ----------------------- |
| PSK Lewski Sofia       | 3:2       | Athletic Dupniza        |
| Lokomotive Mesdra      | 2:2 n. V. | Dunawez Trnak           |
| FC Ljuboslaw 45 Burgas | 2:1       | Botew-Junak Nowa Sagora |

### Wiederholungsspiel
|                   | Ergebnis |               |
| ----------------- | -------- | ------------- |
| Lokomotive Mesdra | 3:2      | Dunawez Trnak |

## Achtelfinale
|                              | Ergebnis |                          |
| ---------------------------- | -------- | ------------------------ |
| PSK Lewski Sofia             | 0:3      | FC Rabotnik Charmanli    |
| Benkowski Widin              | 3:0      | Lokomotive Mesdra        |
| SK Partschewitsch-45 Plowdiw | 8:1      | Botew Gorna Dschumaja    |
| Sawod Georgi Dimitrow Sliwen | 0:3      | Lewski-Burgas 45 Burgas  |
| Stamo Kostow Popowo          | 3:0      | FK Orlowez Gabrowo       |
| FK Belite Orli Plewen        | 4:2      | Trapesiza Weliko Tarnowo |
| Spartak Dobritsch            | 1:0      | TW 45 Warna              |
| Lokomotive Russe             | 4:2      | Dorostol Silistra        |

## Viertelfinale
|                              | Ergebnis  |                         |
| ---------------------------- | --------- | ----------------------- |
| Benkowski Widin              | 0:1       | PSK Lewski Sofia        |
| SK Partschewitsch-45 Plowdiw | 2:0       | Lewski-Burgas 45 Burgas |
| Stamo Kostow Popowo          | 3:1       | FK Belite Orli Plewen   |
| Spartak Dobritsch            | 1:1 n. V. | Lokomotive Russe        |

### Wiederholungsspiel
|                   | Ergebnis |                  |
| ----------------- | -------- | ---------------- |
| Spartak Dobritsch | 0:1      | Lokomotive Russe |

## Halbfinale
|                     | Ergebnis  |                  |
| ------------------- | --------- | ---------------- |
| Lokomotive Russe    | 0:3       | PSK Lewski Sofia |
| Stamo Kostow Popowo | 1:1 n. V. | Lokomotive Russe |

### Wiederholungsspiel
|                     | Ergebnis |                  |
| ------------------- | -------- | ---------------- |
| Stamo Kostow Popowo | 3:2      | Lokomotive Russe |

## Finale
| Paarung             | PSK Lewski Sofia – Stamo Kostow Popowo |
| Ergebnis            | 4:1 (3:0) |
| Datum               | 6. Mai 1946 |
| Stadion             | Junak-Stadion, Sofia |
| Zuschauer           | 15.000 |
| Schiedsrichter      | Dimitar Topalow |
| Tore                | 1:0 Boschin Laskow (8.) 2:0 Boschin Laskow (31.) 3:0 Boschin Laskow (40.) 3:1 Stojan Petrow (67.) 4:1 Stefan Nikuschew (80., Elfmeter)                                                               |
| PSK Lewski Sofia    | Apostol Sokolow – Stefan Metodiew, Stefan Nikuschew – Kostantin Georgiew, Ljubomir Petrow, Angel Petrow, Borislaw Zwetkow – Wassil Spassow, Boschin Laskow, Ljubomir Chranow, Petar Argirow          |
| Stamo Kostow Popowo | Dimitar Karakatschanow – Petar Dragantschew, Kiril Karastojanow, Jonko Kusmanow – Ljuben Schubrakow, Peztar Petrow – Stojan Petrow, Rascho Bobtschew, Stefan Batschwarow, Todor Popow, Iwan Gatschew |